# Volume Two (album, The Soft Machine)
Volume Two je druhé studiové album britské progresivní rockové skupiny The Soft Machine, vydané v září 1969 u vydavatelství Probe Records. Nahráno bylo od února do března toho roku ve studiu Olympic Studios v Londýně a o produkci se starala skupina sama.

## Seznam skladeb
1. „Rivmic Melodies“ – 17:07
  1. „Pataphysical Introduction – Pt. 1“ (Robert Wyatt) – 1:00
  2. „A Concise British Alphabet – Pt. 1“ (Hugh Hopper, arranžmá Wyatt) – 0:10
  3. „Hibou, Anemone and Bear“ (Mike Ratledge, Wyatt) – 5:58
  4. „A Concise British Alphabet – Pt. 2“ (Hopper, Wyatt) – 0:12
  5. „Hulloder“ (Hopper, Wyatt) – 0:52
  6. „Dada Was Here“ (Hopper, Wyatt) – 3:25
  7. „Thank You Pierrot Lunaire“ (Hopper, Wyatt) – 0:47
  8. „Have You Ever Bean Green?“ (Hopper, Wyatt) – 1:23
  9. „Pataphysical Introduction – Pt. 2“ (Wyatt) – 0:50
  10. „Out of Tunes“ (Ratledge, Hopper, Wyatt) – 2:30
2. „Esther's Nose Job“ – 16:13
  1. „As Long as He Lies Perfectly Still“ (Ratledge, Wyatt) – 2:30
  2. „Dedicated to You But You Weren't Listening“ (Hopper) – 2:30
  3. „Fire Engine Passing with Bells Clanging“ (Ratledge) – 1:50
  4. „Pig“ (Ratledge) – 2:08
  5. „Orange Skin Food“ (Ratledge) – 1:52
  6. „A Door Opens and Closes“ (Ratledge) – 1:09
  7. „10.30 Returns to the Bedroom“ (Ratledge, Hopper, Wyatt) – 4:14

## Obsazení
- Robert Wyatt – bicí, zpěv, doprovodné vokály
- Mike Ratledge – klavír, varhany, cembalo, flétna
- Hugh Hopper – baskytara, kytara, altsaxofon
- Brian Hopper – sopránsaxofon, tenorsaxofon